# Казарян, Ашот Суренович
Ашот Суренович Казарян (арм. Աշոտ Սուրենի Ղազարյան; род. 15 мая 1949, Ереван, Армянская ССР) — армянский певец, актёр кино и юморист. Народный артист Республики Армения (2014).

## Биография
- 1968—1973 — поступил в Ереванский Художественно-Театральный институт.
- 1967—1968 — актёр Ереванского Драматического театра.
- 1973—1974 — актёр Армянского государственного академического театра им. Г.Сундукяна.
- 1976 — солист группы Армгосэстрады «Веселый час» и конферансье ансамбля «Урарту».
- 1977—1978 — певец ансамбля «Урарту».
- 1979 — режиссёр-постановщик Армиконцерта; художественный руководитель группы «Только смех» и ансамбля «Наири».

## Избранная фильмография
- 1969 — Берег юности
- 1979 — Голубой лев
- 1980 — Храбрый Назар
- 1987 — Иллюзия
- 1988 — Трое из нас
- 1989 — Вор
- 1993 — Сестричка из Лос-Анджелеса

### Юмор и сатира
- 1996 — Наш двор (арм. Մեր բակը)
- 1998 — Наш двор 2
- 1998 — Ашот Казарян 1
- 1999 — Ашот Казарян 2
- 1999 — 50
- 1999 — Арменикум УПСА
- 1999 — Зспанак 2 (Пружина 2)
- 2000 — Ашот Казарян 3
- 2001 — Лучшее (арм. Լավագույնը)
- 2001 — Привет, я остаюсь(арм. Բարև, ես մնում եմ)
- 2001 — Ашот Казарян 4
- 2002 — Арбуз
- 2002 — Бенефис
- 2002 — Ашот Казарян 5
- 2003 — Ашот Казарян 6
- 2003 — Юбилейный вечер
- 2003 — Юмор и песня
- 2004 — Песня наших дней
- 2004 — Ашот Казарян 7
- 2005 — Ашот Казарян 8
- 2005 — Наш двор 3
- 2006 — Ашот Казарян 9
- 2007 — Вечер юмора (арм. Հումորի երեկո)
- 2007 — Ашот Казарян 10
- 2007 — Ашотапатум
- 2008 — Ашот Казарян 11

### Передачи
- 2007-2008 — Золотой кларнет (арм. Ոսկե կլառնետ)
- 2008-2009 — Субботний вечер (арм. Շաբաթ երեկո)
- 2010-2011 — Ашот Казарян приглашает (арм. Աշոտ Ղազարյանի հրավիրում է)
- 2012-2013 — Моя талантливая семья (арм. Իմ տաղանդավոր ընտանիքը)
- 2022-2025 — С Ашотом Казаряном (арм. Աշոտ Ղազարյանի հետ)

### Сериалы
- 2010 — Наш двор (арм. Մեր բակը)
- 2019 — Рождённые без адреса (арм. Անհասցե ծնվածները)
- 2020 — Горная Девушка (арм. Սարի աղջիկ)

## Награды
- Медаль Мовсеса Хоренаци (31 марта 2001) — за значительные заслуги в области национальной культуры[1]
- Народный артист Республики Армения (2014)
- Заслуженный артист Республики Армения (2005)
- Почётный гражданин Еревана (2006)